# Sa Font de sa Cala

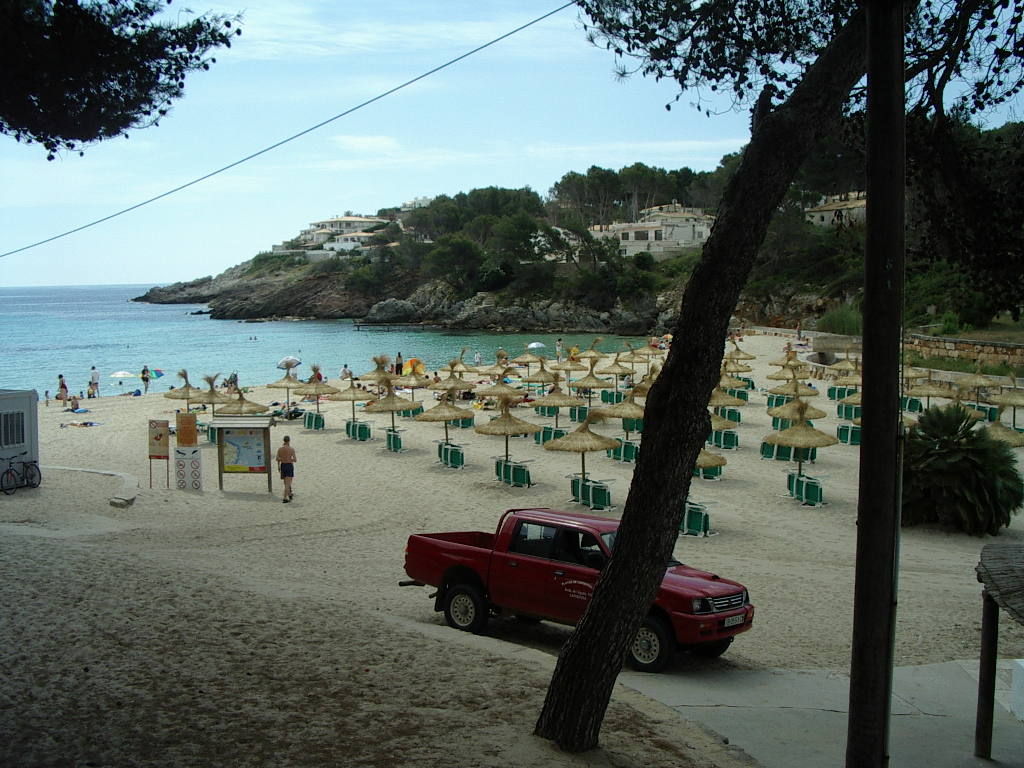
Rechte Seite des Strandes mit Süßwasserquelle

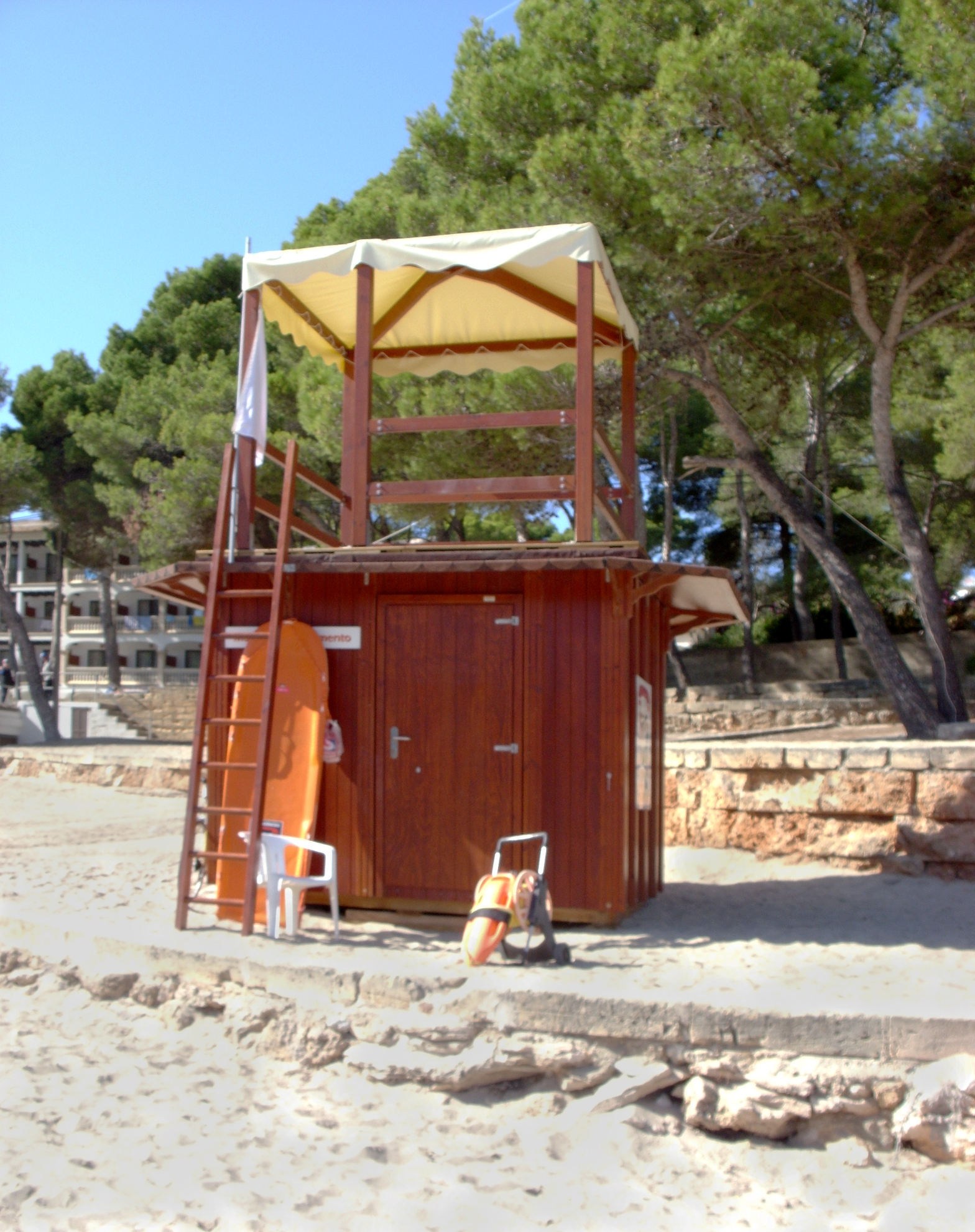
Das Rettungshäuschen

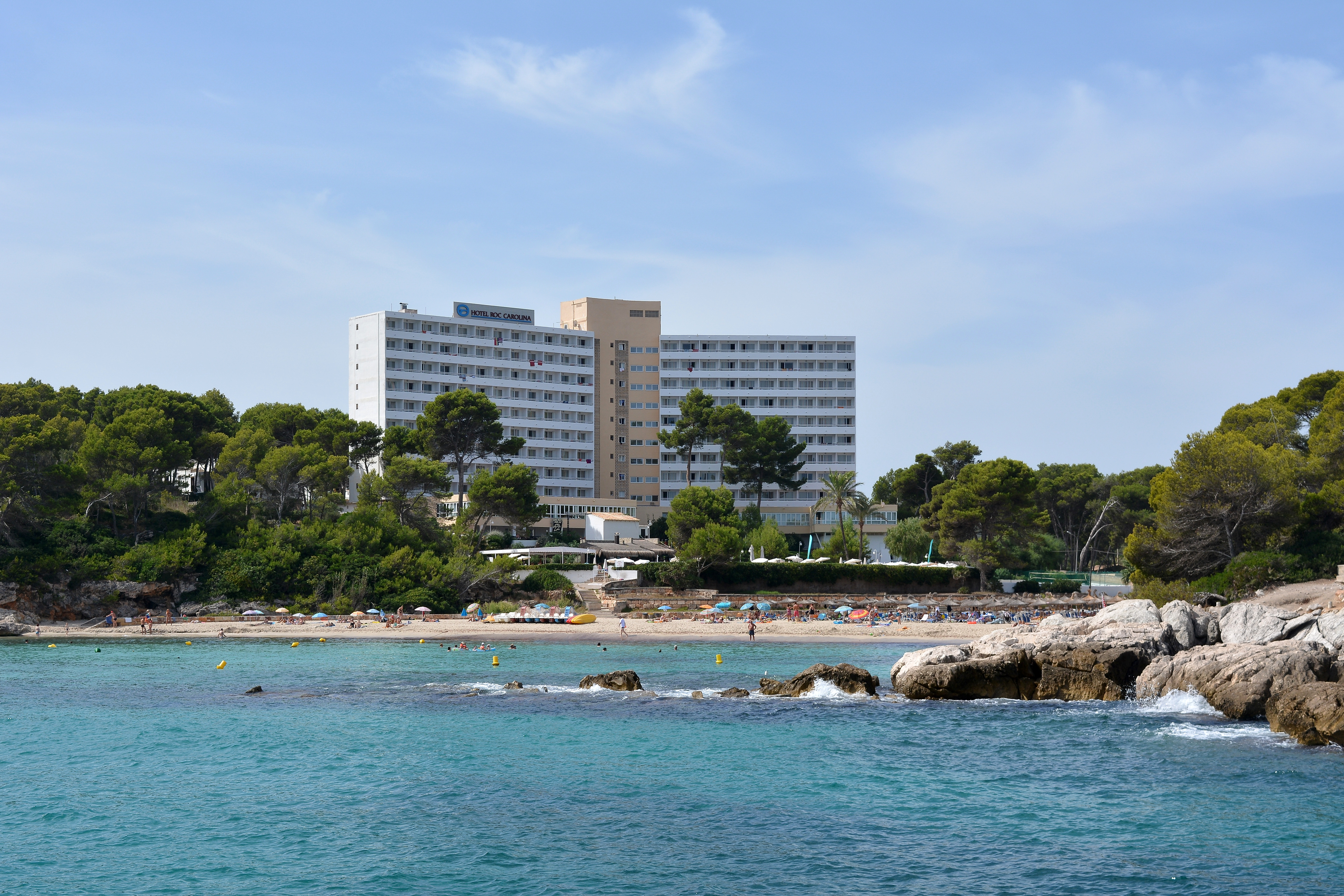
Der Strand von der Anlegestelle der Ausflugsboote

Sa Font de sa Cala oder auch Platja Font de sa Cala bezeichnet einen Sandstrand in der Gemeinde Capdepera im Nordosten der spanischen Baleareninsel Mallorca. Er liegt an der Südwestseite der Bucht Cala de sa Font. Nach dem Strand ist die angrenzende kleine Touristensiedlung Font de sa Cala benannt.

## Bucht

### Lage
Die Bucht Cala de sa Font liegt etwa drei Kilometer südlich von Capdepera. Sie ist sowohl von Capdepera als auch von Cala Rajada zu erreichen. Den ausgefallenen Namen hat die Bucht von einer Süßwasserquelle, die auf dem abgebildeten Foto rechts unterhalb der Felsen liegt. Dort ist das Wasser im Gegensatz zum restlichen salzhaltigen Meer auch im Sommer sehr kalt.

### Strand
Die Lage des Strandes ist malerisch, die kleine Bucht wird von flach abfallenden, leicht bewaldeten Felshängen eingefasst. Der Sandstrand ist nur 200 Meter lang. Dieses Bild wird allerdings von dem südwestlich liegendem hohen Hotel etwas gestört. Es werden viele Wassersportarten wie Windsurfen, Segeln und Tauchen angeboten. In unmittelbarer Nähe gibt es einige Restaurants.

## Siedlung
Die Siedlung Font de sa Cala ist ein kleiner Ort mit einigen größeren Hotels. Im Sommer fährt die nostalgische Wegebahn „Cala Rajada-Express“ mehrmals von Font de sa Cala nach Cala Rajada hin- und zurück. Oberhalb des Ortes gelegen sind einige Villen mit traumhaften Aussichten. Hier hatte für kurze Zeit der Entertainer Harald Schmidt einen Zweitwohnsitz. In der Umgebung gibt es einige Golfplätze.